# Mirza Shafi Vazeh

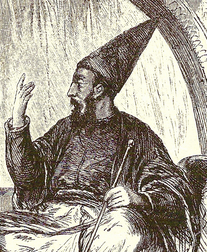
Mirza Shafi Vazeh

Mirza Shafi Vazeh (tiếng Azerbaijan: Mirzə Şəfi Vazeh, tiếng Ba Tư: میرزا شفیع واضح, 1794–1852) là nhà thơ Azerbaijan và Ba Tư. Ông sáng tác bằng cả tiếng Azerbaijan và tiếng Ba Tư.
Mirza Shafi sinh năm 1784 ở Ganja (nay là thành phố lớn thứ hai của Azerbaijan). Ông nội của nhà thơ, Muhammed Shafi là một nhà quý tộc danh tiếng và cha ông, Kerbelayi Sadykh là một kiến trúc sư trong triều vua Javad Khan, người cai trị cuối cùng của xứ Ganija (từ năm 1804 bị sáp nhập vào Đế chế Nga). Hồi nhỏ Mirza Shafi học ở trường dòng madrassa, nơi ông học triết học kinh viện (Scholasticus), tiếng Ả rập, tiếng Ba Tư và nghệ thuật thư pháp. Việc học của Mirza Shafi bị gián đoạn kể từ khi cha mẹ và anh trai mất và do việc chống lại sự lạc hậu và thiếu hiểu biết của các giáo sĩ tôn giáo. Ông bắt đầu làm việc như một nhà thư pháp, sử dụng kỹ năng viết tay đặc biệt của mình để ghi những cuốn sách và sau đó làm thư ký cho Pusta Khanum, con gái của Javad Khan.
Năm 1840 Mirza Shafi chuyển đến Tiflis (nay là Tbilisi – thủ đô của Gruzia). Ở đây ông bắt đầu dạy các thứ tiếng Ả Rập, tiếng Ba Tư và nghệ thuật thư pháp. Năm 1844 ông thành lập Hội văn học “Divan-I Hikmet”, nơi có nhiều người Azerbaijan, người Nga và những người nước ngoài khác sống ở Tiflis tham gia. Trong số những người này có Friedrich Martin von Bodenstedt, là một khách du lịch và là nhà thơ Đức, người trở thành bạn và học trò của Mirza Shafi. F. Von Bodenstedt được Mirza Shafi dạy tiếng Azerbaijan, tiếng Ba Tư và tặng nhiều tập thơ của mình.
Khi trở về Đức F. Von Bodenstedt cho xuất bản cuốn “Nghìn lẻ một ngày ở Phương Đông” (Tausend und ein Tag im Orient), một phần của cuốn sách này viết về Mirza Shafi Vazeh. Năm 1851 ông in cuốn “Những khúc ca của Mirza Shafi” (Die Lieder des Mirza Schaffy). Cuốn sách này trở nên nổi tiếng khắp châu Âu, được tái bản nhiều lần và được dịch ra rất nhiều ngôn ngữ châu Âu khác. Tuy nhiên, hai mươi năm sau, khi Mirza Shafi đã trở thành người thiên cổ, F. von Bodenstedt đã phủ nhận vai trò của tác giả, tuyên bố rằng trước đây ông lấy cái tên Mirza Shafi chỉ là vì mục đích câu khách, chứ thực ra đó là sáng tác của ông. Thực hư thế nào vẫn chưa có câu trả lời chính xác, nhưng có một thực tế là xưa nay có không ít các nhà thơ, dịch giả phương Tây vẫn lấy nguyên liệu và cảm hứng từ các nhà thơ Phương Đông rồi dịch mô phỏng và đã tạo ra không ít những kiệt tác của văn học thế giới.
Mirza Shafi Vazeh mất ở Tiflis (Tbilisi). Tượng của ông được dựng ở mộ của ông ở Tiflis và nhiều nơi ở thành phố quê hương ông.